# 좌광천
좌광천(左光川)은 부산광역시 기장군 정관읍 용수리의 석은덤산 병산저수지에서 발원하여 남류하다가, 정관신도시에 이르면서 동류하고, 좌천역에 이르면서 급격한 곡류를 이루다가 일광읍 문동리와 장안읍 임랑리의 경계에서 동해로 흘러든다. 부산광역시 기장군 일광읍과 장안읍의 실질적인 경계가 된다. 2011년 3월 9일에는 이곳에 일광천과 함께 어린 연어가 방류되었으나, 같은 해 7월 21일에는 이곳에 폐수, 흙탕물 등을 무단으로 방류하여 생태하천을 오염시킨 업체들이 적발되어 입건됐다.

## 지류
- 덕선천